# Indre (folyó)
Az Indre folyó Franciaország területén a Loire bal oldali mellékfolyója.

## Földrajzi adatok
Creuse megyében, Limoges-tól 90 km-re északkeletre ered 410 méter magasan a Francia-középhegység északi lejtőjén és Tourstól 10 km-re délnyugatra torkollik be a Loire-ba. A vízgyűjtő terület nagysága 3 428 km², hossza 279,3 km. Közepes vízhozama 19 m³ másodpercenként. Két megye névadója.
Hajózásra nem alkalmas.

## Megyék és városok a folyó mentén
- Creuse
- Cher
- Indre: La Châtre, Châteauroux
- Indre-et-Loire: Loches

Mellékfolyója az Igneray.